# Guido De Philippis
Guido De Philippis (ur. 16 sierpnia 1985 roku w Fiesole) – włoski matematyk, profesor New York University. Specjalizuje się w rachunku wariacyjnym, równaniach różniczkowych cząstkowych i geometrycznej teorii miary.

## Życiorys
Urodził się 16 sierpnia 1985 roku w Fiesole. W 2009 roku ukończył studia z matematyki na Uniwersytecie Florenckim. Doktorat uzyskał w 2012 roku w Scuola Normale Superiore di Pisa na podstawie rozprawy Regularity of optimal transport maps and applications (jego promotorami byli Luigi  Ambrosio i Luis Caffarelli). Odbył staże podoktorskie w Bonn i Zurychu, pracował we Francji i Włoszech, Obecnie (stan na jesień 2024 roku) jest profesorem Courant Institute of Mathematical Sciences w Nowym Jorku.
Wypromował (stan na jesień 2024 roku) troje doktorów.
Swoje prace publikował m.in. w „Archive for Rational Mechanics and Analysis”, „Communications on Pure and Applied Mathematics”, „Transactions of the American Mathematical Society”, „Journal of Differential Geometry", „Duke Mathematical Journal”, „Mathematische Annalen” oraz najbardziej prestiżowych czasopismach matematycznych świata: „Annals of Mathematics” i „Inventiones Mathematicae”.
W roku 2016 otrzymał Nagrodę EMS, w 2018 Medal Stampacchia, a w 2022 Premio Caccioppoli.
W 2018 roku wygłosił wykład sekcyjny na Międzynarodowym Kongresie Matematyków.